# Nombre remarquable
En mathématiques, certains nombres se distinguent des autres, jouent un rôle clef, ou apparaissent curieusement dans beaucoup de formules. Ces nombres, considérés comme importants, sont appelés nombres remarquables et portent un nom, qui est parfois celui d'un mathématicien, d'une figure géométrique... 
Certains appellent les nombres remarquables des constantes mathématiques, bien que constante ne corresponde pas en mathématiques à une quantité ou un nombre, mais à une fonction constante. Il faut donc interpréter une constante mathématique comme un nombre particulier.
Les nombres remarquables appartiennent typiquement au corps des nombres réels ou à celui des complexes. En tous cas, ces nombres particuliers sont toujours définissables, et ceux existant actuellement ont une (ou plusieurs) définition rigoureuse. D'autre part, ils sont presque toujours calculables. Mais il existe des nombres remarquables pour lesquels seules des valeurs approchées grossières sont connues.
Certains nombres réels remarquables, peuvent être classés en fonction de leur représentation sous forme de fraction continue.

## Entiersremarquables
- 0 : élément neutre du groupe additif Z, remarquable pour son histoire ;
- 1 : élément neutre du monoïde multiplicatif Z, première quantité identifiée ;
- 2 : le seul nombre premier pair ;
- les nombres premiers ;
- en 2019, le plus grand nombre premier connu était un nombre premier de Mersenne, 282 589 933 – 1 ;
- le plus grand couple de nombres premiers jumeaux connu (fin 2019) est 2 996 863 034 895 × 21 290 000 ± 1 ; ils possèdent 388 342 chiffres en écriture décimale ;
- les nombres parfaits, qui sont égaux à la somme de leurs diviseurs (entiers naturels) sauf eux-mêmes. On en connaît 48, dont huit inférieurs à 1021 :
  - 6 ;
  - 28 ;
  - 496 ;
  - 8 128 ;
  - 33 550 336 ;
  - 8 589 869 056 ;
  - 137 438 691 328 ;
  - 2 305 843 008 139 952 128 ;
- le gogol, 10100 est supérieur au nombre d'atomes dans l'Univers ;
- le nombre de Shannon, 10120, est une estimation de la complexité du jeu d'échecs ;
- le nombre de Graham est connu pour avoir été longtemps le plus grand entier apparaissant dans une démonstration mathématique. Ses dix derniers chiffres sont 2 464 195 387 ;
- les nombres taxicab, ou nombres de Hardy–Ramanujan, sont des entiers naturels qui peuvent s'exprimer comme sommes de deux cubes strictement positifs de deux façons différentes, à l'ordre des opérandes près.

## Nombres rationnelsremarquables
- Les nombres décimaux possèdent un développement décimal limité.

## Nombres algébriques remarquables
- La racine carrée de deux, est un nombre irrationnel, solution de l'équation {\displaystyle x^{2}=2}. C'est peut-être le premier irrationnel à avoir été mis en évidence ; il est égal à la longueur de la diagonale d'un carré de côté un ; il intervient dans les formules donnant les volumes du tétraèdre et de l'octaèdre ;
- le nombre {\displaystyle \mathrm {i} }, nombre imaginaire pur, est une des deux solutions complexes de l'équation {\displaystyle x^{2}+1=0} permettant l'extension de l'ensemble des nombres réels à l'ensemble des nombres complexes ; l'autre solution est son opposé {\displaystyle -\mathrm {i} } ;
- le nombre d'or, souvent noté φ, égal à {\displaystyle (1+{\sqrt {5}})/2} ;
- {\displaystyle {\frac {1+{\sqrt {3}}}{2}}=[1,2,1,2,\ldots ]=[{\overline {1,2}}]} fait partie des nombres irrationnels qui possèdent un développement en fraction continue purement périodique .

### Nombres algébriques non constructibles
- L'heptagone n'est pas constructible à la règle et au compas parce que {\displaystyle x=\cos(\pi /7)} n'est pas un nombre constructible. Le réel x est cependant algébrique, puisqu'il est racine de {\displaystyle 8x^{3}-4x^{2}-4x+1=0}.

## Nombres transcendants
- π (d'après Ferdinand von Lindemann, 1882) ;
- e (d'après Charles Hermite, 1873) ;
- au moins l'un des nombres {\displaystyle \pi ~+~e\,} et {\displaystyle \pi e\,} est transcendant[1] ;
- la constante de Prouhet-Thue-Morse {\displaystyle \tau \,} ;
- le nombre de Dottie.

### Nombres transcendants noncalculables
- La constante Oméga de Chaitin Ω est bien définie mais n'est pas calculable.
- Le castor affairé fournit des suites de nombres entiers bien définis, non calculables.

## Nombres normaux
- Le nombre de Champernowne

0,1234567891011121314151617...
qui contient dans son développement décimal la concaténation de tous les nombres naturels, est normal en base 10 mais il ne l'est pas dans certaines autres bases.
- La constante de Copeland-Erdős

0,2357111317192329313741...
obtenue en concaténant les nombres premiers est connue comme étant un nombre normal en base 10.
On ne sait pas si √2, π, ln(2) ou e sont normaux.

## Nombres complexesremarquables
- Selon l'hypothèse de Riemann, les zéros non triviaux de la fonction zêta de Riemann ont tous pour partie réelle 1/2. Cette conjecture constitue l'un des problèmes non résolus les plus importants des mathématiques actuelles.

## Nombres réelsau statut indéterminé
Nombres dont on ne sait pas s'ils sont rationnels ou non :
- la constante d'Euler-Mascheroni γ ;
- la constante de Khintchine {\displaystyle K} ;
- la constante de Catalan souvent notée {\displaystyle G} ;
- les nombres de Feigenbaum : probablement transcendants.